# Luchthaven Benina Internationaal
Luchthaven Benina Internationaal (IATA: BEN, ICAO: HLLB) is een luchthaven in Benghazi, Libië. Hij ligt in de stad Benina, 19 kilometer ten oosten van Benghazi, en dankt daar zijn naam aan. De luchthaven staat onder toezicht van het Libische "Bureau van Burgerluchtvaart en Meteorologie". Het is de tweede luchthaven van het land, na Tripoli International Airport. Het is tevens een hub voor zowel Buraq Air en de luchtvaartmaatschappij van Libië, Libyan Airlines.

## Geschiedenis
Tijdens de Tweede Wereldoorlog werd de luchthaven gebruikt door de USAF tijdens de Eastern Desert Campagne. Het werd destijds, op dat moment Soluch Airfield geheten, gebruikt door de 36ste bombardementsgroep, die met B-24 Liberator vliegtuigen vloog van 22 februari tot 6 april 1943. Toen de gevechtstroepen naar het westen oprukten, werd de luchthaven gebruikt door de Air Transport Commander, als hub. Hij functioneerde als een tussenstop om vervolgens naar Caïro of Tripoli te vliegen, op de Caïro-Dakar-route. Hierbij kwamen veel vracht, ondersteunende vliegtuigen en personeel naar de luchthaven.

## Bestemmingen
| Luchtvaartmaatschappij | Bestemmingen                                                                                              |
| ---------------------- | --- |
| Afriqiyah Airways      | Tripoli                                                                                                   |
| Air Libya              | Tripoli                                                                                                   |
| Air One Nine           | Tripoli                                                                                                   |
| Alajnihah Airways      | Tripoli                                                                                                   |
| Buraq Air              | Aleppo, Alexandria, Istanbul-Atatürk, Misurata, Tripoli                                                   |
| EgyptAir               | Caïro |
| EgyptAir Express       | Alexandria                                                                                                |
| Ghadames Air Transport | Kufra, Misurata, Sepha, Tripoli                                                                           |
| Libyan Airlines        | Alexandria, Amman, Caïro, Damascus, Dubai, Istanbul-Atatürk, Kufra, Rome-Fiumicino, Segha, Tripoli, Tunis |
| Nayzak Air Transport   | Tripoli, Tunis                                                                                            |
| Royal Jordanian        | Amman |
| Tunisair               | Tunis |
| Turkish Airlines       | Istanbul-Atatürk                                                                                          |
| World Airways Cargo    | o.a. Maastricht, Oostende                                                                                 |

## Ongelukken
- 9 augustus 1958: Een Vickers Viscount VP-YNE  van Central African Airways crashte 9 km ten zuidoosten van de luchthaven. Hierbij kwamen 36 van de 54 inzittenden om het leven.